# Залог (мера пресечения)
Зало́г — одна из мер пресечения, предусмотренная уголовно-процессуальным законодательством и применяемая в отношении подозреваемого, обвиняемого в совершении преступления.
Залог состоит во внесении или в передаче подозреваемым, обвиняемым либо другим физическим или юридическим лицом на стадии предварительного расследования имущества в виде денег, ценностей, ценных бумаг для обеспечения явки подозреваемого либо обвиняемого к следователю, дознавателю или в суд, предупреждения совершения им новых преступлений.

## Залог в российском законодательстве
В соответствии со ст. 106 Уголовного процессуального кодекса Российской Федерации, в качестве залога могут выступать недвижимое имущество и движимое имущество в виде денег, ценностей и допущенных к публичному обращению в Российской Федерации акций и облигаций. Не может приниматься в качестве залога имущество, на которое в соответствии с Гражданским процессуальным кодексом Российской Федерации не может быть обращено взыскание.
Российский уголовно-процессуальный закон предусматривает, что залог в виде меры пресечения может быть назначен только судом. Ходатайствовать о применении залога перед судом вправе подозреваемый, обвиняемый либо другое физическое или юридическое лицо. Ходатайство о применении залога подается в суд по месту производства предварительного расследования и обязательно для рассмотрения судом наряду с ходатайством следователя, дознавателя об избрании в отношении того же подозреваемого либо обвиняемого иной меры пресечения, если последнее поступит.
Вид и размер залога определяются судом с учетом характера совершенного преступления, данных о личности подозреваемого либо обвиняемого и имущественного положения залогодателя. При этом по уголовным делам о преступлениях небольшой и средней тяжести размер залога не может быть менее пятидесяти тысяч рублей, а по уголовным делам о тяжких и особо тяжких преступлениях — менее пятисот тысяч рублей.
Если залог вносится лицом, не являющимся подозреваемым либо обвиняемым, то ему разъясняются существо подозрения, обвинения, в связи с которым избирается данная мера пресечения, и связанные с ней обязательства и последствия их нарушения.
В постановлении или определении суда о применении залога в качестве меры пресечения суд устанавливает срок внесения залога. Если подозреваемый либо обвиняемый задержан, то суд при условии признания задержания законным и обоснованным продлевает срок задержания до внесения залога, но не более чем на 72 часа с момента вынесения судебного решения. В случае, если в установленный срок залог не внесен, суд по ходатайству рассматривает вопрос об избрании в отношении подозреваемого, либо обвиняемого иной меры пресечения.

### Дальнейшая судьба залога
В случае нарушения подозреваемым либо обвиняемым обязательств, связанных с внесенным залогом, залог обращается в доход государства по судебному решению.
В остальных случаях суд при постановлении приговора или вынесении определения либо постановления о прекращении уголовного дела решает вопрос о возвращении залога залогодателю. При прекращении уголовного дела следователем, дознавателем залог возвращается залогодателю, о чем указывается в постановлении о прекращении уголовного дела. Мера пресечения в виде залога регламентирована Уголовно-процессуальным кодексом РФ.